# Sorbey, Moselle
Sorbey là một xã trong vùng Grand Est, thuộc tỉnh Moselle, quận Metz-Campagne, tổng Pange. Tọa độ địa lý của xã là 49° 02' vĩ độ bắc, 06° 19' kinh độ đông. Sorbey nằm trên độ cao trung bình là 230 mét trên mực nước biển, có điểm thấp nhất là 215 mét và điểm cao nhất là 280 mét. Xã có diện tích 5,59 km², dân số vào thời điểm 2004 là 338 người; mật độ dân số là 60,4 người/km².

## Thông tin nhân khẩu
| 1962 | 1968 | 1975 | 1982 | 1990 | 1999 |
| ---- | ---- | ---- | ---- | ---- | ---- |
| 202  | 186  | 179  | 267  | 375  | 364  |